# Buana Murti (Air Senda III)
Buana Murti (Air Senda III) is een bestuurslaag in het regentschap Banyuasin van de provincie Zuid-Sumatra, Indonesië. Buana Murti (Air Senda III) telt 755 inwoners (volkstelling 2010).